# 2007年欧洲超级杯
2007年欧洲超级杯是第32届欧洲超级杯，赛事于2007年8月31日在摩纳哥路易二世体育场由2006/07赛季欧洲冠军联赛冠军AC米兰对阵2006/07赛季欧洲联盟杯冠军塞维利亚。
比赛开始前三天，塞维利亚中场普埃爾塔在西甲联赛对阵赫塔費的比赛中心跳呼吸骤停，在UCI度过了两天后去世。这场意外使比赛有可能取消，但最终还是照常进行，两队球员都穿着号码下方印有普埃尔塔名字的球衣表示哀悼。
依靠因扎吉、扬库洛夫斯基和欧足联俱乐部足球先生卡卡的进球，AC米兰最终以3–1赢得冠军。雷纳托在开场14分钟就为塞维利亚首开纪录，但AC米兰下半场连进三球逆转。